# Cook-Islands-Münzbarren
| Cook Island Münzbarren | Cook Island Münzbarren                   |
| ---------------------- | ---------------------------------------- |
| Metall:                | >99,9 % Silber                           |
| Prägejahre:            | 2007 bis heute                           |
| Vorderseite            |                                          |
| Motiv:                 | Elisabeth II., teilweise noch die Bounty |
| Rückseite              |                                          |
| Motiv:                 | Keines                                   |

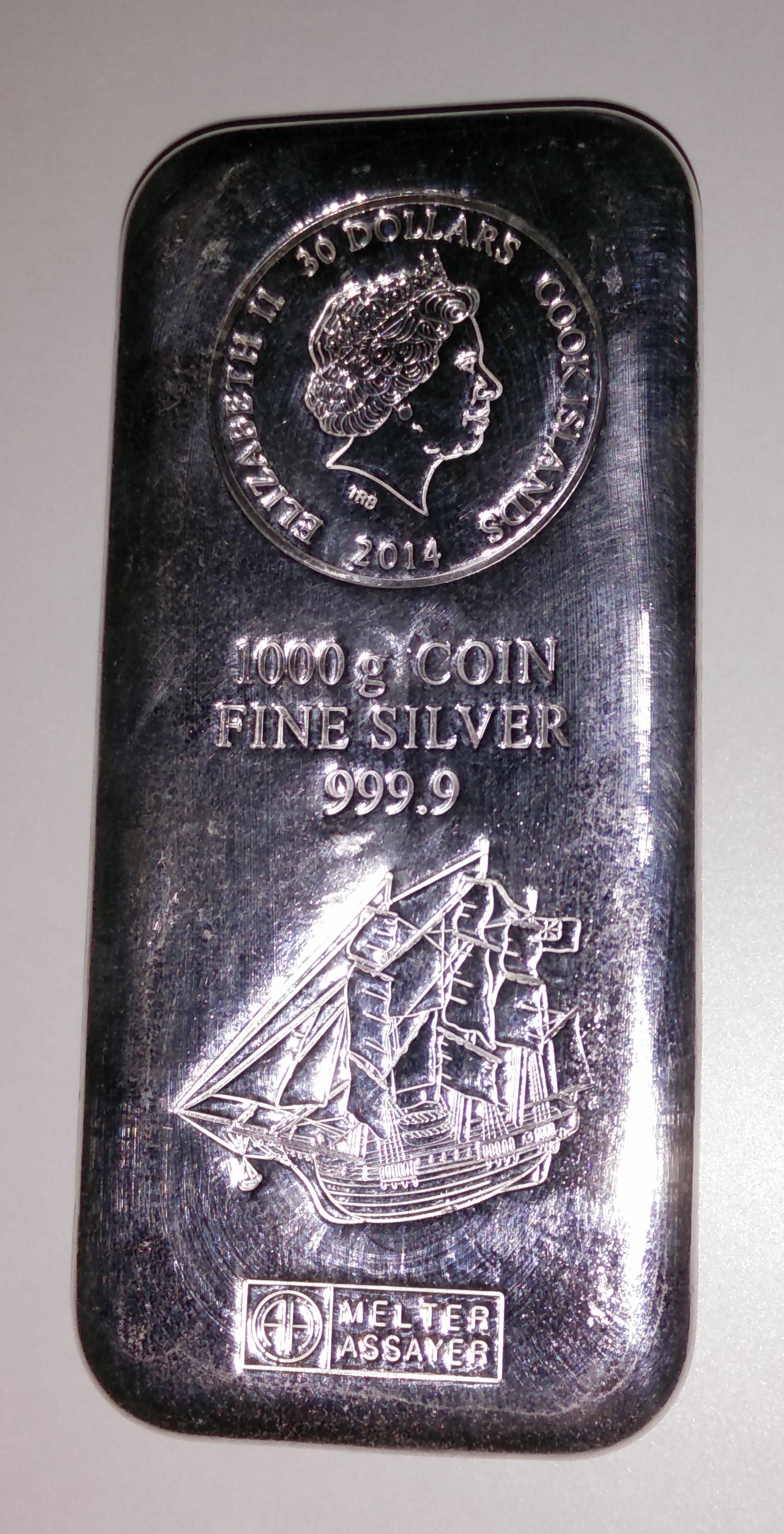
30-$-Münzbarren, Cook Islands, 2014

Der Cook-Islands-Münzbarren ist eine Anlagemünze und Kurantmünze, die ausschließlich in Silber erhältlich ist. Die Münze hat die Form eines gestempelten Barrens (Münzbarren) und ist offizielles Zahlungsmittel auf den Cookinseln. Damit fiel bis einschließlich 2013 in Deutschland nur der ermäßigte Mehrwertsteuersatz von 7 % an. Der Münzbarren selbst wurde vom deutschen Münzhändler Jürgen Göbel erdacht. Der Cook-Island-Münzbarren ist der Erste seiner Art, aufgrund der Vorteile bezüglich der anfallenden Steuer wurden ähnliche Produkte anderer Hersteller, wie der Andorra-Münzbarren von Umicore, in den Handel gebracht. Geprägt wurde der Münzbarren anfänglich von der Perth Mint in Australien. Seit 2008 wird er von der Scheideanstalt Heimerle + Meule produziert. Diese Münzbarren sind eine spezielle Form der Anlagemünzen der Cookinseln.

## Varianten
| Gewicht   | Maße in mm         | Nennwert                    | Ausführung |
| --------- | ------------------ | --------------------------- | ---------- |
| 1 Unze    | 50,2 × 29,2 × 2,27 | 1 Cookinseln-Dollar (Ci$)   | geprägt    |
| 100 g     | 60,6 × 35,4 × 4,6  | 5 Cookinseln-Dollar (Ci$)   | geprägt    |
| 250 g     | 90 × 52 × 5,8      | 7,5 Cookinseln-Dollar (Ci$) | geprägt    |
| 500 g     | 108,5 × 62,3 × 7,6 | 15 Cookinseln-Dollar (Ci$)  | geprägt    |
| 1 kg      | 105 × 50 × 18      | 30 Cookinseln-Dollar (Ci$)  | gegossen   |
| 100 Unzen | 182 × 89 × 18      | 100 Cookinseln-Dollar (Ci$) | gegossen   |
| 5 kg      | 182 × 89 × 30      | 150 Cookinseln-Dollar (Ci$) | gegossen   |